# Plastotephritis seriata
Plastotephritis seriata är en tvåvingeart som beskrevs av Günther Enderlein 1924. Plastotephritis seriata ingår i släktet Plastotephritis och familjen bredmunsflugor. Inga underarter finns listade i Catalogue of Life.